# Primož Parovel
Primož Parovel, slovenski harmonikar, * 5. februar 1975, Celje.
Parovel spada med najvidnejše slovenske harmonikarje. Na Srednji glasbeni in baletni šoli v Ljubljani je študiral pri profesorju Ernöju Sebastianu, nato pa šolanje nadaljeval v Nemčiji pri profesorju Ivanu Kovalu (Akademija za glasbo v Weimarju; prejel je tudi štipendijo kot najboljši tuji študent na tej ustanovi) in na Finskem pri prof. Mattiju Rantanenu (Akademija Jana Sibeliusa v Helskinkih). Na Visoki glasbeni šoli v Würzburgu (Nemčija) je leta 2005 pri profesorju Stefanu Hussongu zaključil podiplomski študij. Dodatno se je izpopolnjeval na številnih mojstrskih tečajih
Je zmagovalec 12. internacionalnega harmonikarskega tekmovanja »Arrasate Hiria« v Arrasate/Španiji 2004 in 3. nagrajenec na 36. Mednarodnem harmonikarskem tekmovanju v Klingenthalu/Nemčija leta 1999.
Redno nastopa na koncertih širom po Evropi, Kanadi in Tajvanu. Igral je solo recital in praizvedel skladbo »Contre-nuit for Accordion« kanadske skladateljice Chantale Laplante na otvoritveni ceremoniji na Carrefour mondial de l' accordéon v Montmagnyjuu, Kanada. Večkrat je nastopil kot solist ob spremljavi orkestra Slovenske filharmonije pod vodstvom Marka Letonje in Andreja Ožbalta v Gallusovi dvorani Cankarjevega doma. V koncertni sezoni 2002/03 je gostoval pri Erfurtskem simfoničnem orkestru v operi Obuti maček Marca Tutina v Gledališču Erfurt. Izvedel je Koncert za harmoniko in orkester »Extasis« Toshia Hosokawe ob spremljavi Orkestra za novo glasbo Akademije za glasbo Würzburg pod vodstvom Marka Zdraleka. Angažiran je bil za praizvedbo opere A. K. Zwickerja »Der Tod und das Mädchen« v dvorani Gewandhaus zu Leipzig s simfoničnim orkestrom MDR Sinfonie Orchester, zborom MDR Chor in solisti pod vodstvom Fabia Luisija. Nastopil je na International Workshop of Computer Music and Audio Technology v kraju Hsin-chu na Tajvanu.
Primožev repertoar zajema skladbe iz številnih glasbenih obdobij od zgodnjega baroka do sodobne glasbe, kjer aktivno sodeluje s številnimi skladatelji po svetu, kot so Tadeja Vulc, Urška Pompe, Uroš Rojko, Vitja Avsec, Mike Vaughan, Hyunkyung Lim, Volker Heyn, Chantale Laplante, Noriko Kawakami, Shing-Kwei Tzeng, Fang-Lin Su, Tzyy-Sheng Lee ... Nastopa in sodeluje tudi z drugimi umetniki: s sopranistko Hsin-Ying Chen, s saksofonistom Christophom Kirschkejem, s pianistko Satoko Uchido, s čelistoma Imke Frank in Joelom Schatzmannom, z violinstko Shumin Lin, s triom Ecco in s pantomimo Haraldom Seimejem. 
Primož Parovel je večkrat snemal za Radio Slovenija in ljubljansko televizijo. 2005 je izšel njegov solo CD Občutja/Feelings, na katerem je predstavil novo glasbo za harmoniko in 2008 nov CD s sopranistko Hsin-Ying Chen.
Parovelu je Akademija za glasbo v Ljubljani leta 2004 podelila univerzitetni naziv docent.